# Joan IV de Chalon
Joan de Chalon IV d'Auxerre (1335 - 1370) fou un noble francès comte de facto (formalment regent-administrador) d'Auxerre i senyor de Rochefort. Era fill de Joan de Chalon III d'Auxerre i de Tonnerre i de Maria Crespin du Bec. El 1366 el seu pare fou declarat incapacitat i va assolir la regència del comtat d'Auxerre mentre el seu germà Lluís de Chalon assolia la del comtat de Tonnerre.
Malalt i sense fills va vendre el comtat a la corona francesa el 1370, si bé amb la condició de conservar-lo vitalíciament ell i el seu pare. Joan IV va morir poc després de signar l'acord i Joan III el 1379 i el comtat, que ja estava administrat per oficials del rei, va passar aleshores formalment a la corona que el va conservar fins al 1435.